# Harrison (New Jersey)
Die Town of Harrison ist eine Stadt am Passaic River im Hudson County von New Jersey. Das U.S. Census Bureau hat bei der Volkszählung 2020 eine Einwohnerzahl von 19.450 ermittelt. Die Stadt wurde nach dem neunten Präsidenten der Vereinigten Staaten William Henry Harrison benannt.

## Geographie
Harrison liegt an einer Flussschleife des Passaic River, der gleichzeitig die Grenze zum Essex County darstellt. Am gegenüberliegenden Ufer liegt die Stadt Newark. Weitere angrenzende Orte sind Jersey City und Kearny. Nach den Daten des amerikanischen Vermessungsbüros hat die Stadt eine Gesamtfläche von 3,4 km², wovon 3,2 km² Land und 0,2 km² (6,82 %) Wasser ist.

## Demographie

### Volkszählung 2010
Nach der Volkszählung von 2010 gab es 13.620 Menschen, 4.869 Haushalte und 3.262 Familien in der Stadt. Die Bevölkerungsdichte beträgt 4.370,4 Einwohner pro km². 58,30 % der Bevölkerung sind Weiße, 2,18 % Afroamerikaner, 0,56 % amerikanische Ureinwohner, 16,28 % Asiaten, 0,01 % pazifische Insulaner, 18,48 % anderer Herkunft und 4,19 % Mischlinge. 44,18 % sind Latinos unterschiedlicher Abstammung.
Von den 4.869 Haushalten haben 31,8 % Kinder unter 18 Jahre. 44,2 % davon sind verheiratete, zusammenlebende Paare, 15,0 % sind alleinerziehende Mütter, 33,0 % sind keine Familien, 22,1 % bestehen aus Singlehaushalten und in 7,8 % lebten Menschen älter als 65. Die Durchschnittshaushaltsgröße beträgt 2,80, die Durchschnittsfamiliengröße 3,23.
20,8 % der Bevölkerung sind unter 18 Jahre alt, 10,9 % zwischen 18 und 24, 35,0 % zwischen 25 und 44, 24,0 % zwischen 45 und 64, 9,3 % älter als 65. Das Medianalter beträgt 34 Jahre. Das Verhältnis Frauen zu Männer beträgt 100:105,7, für Menschen älter als 18 Jahre beträgt das Verhältnis 100:105,7.

### Volkszählung 2000
Nach der Volkszählung von 2000 gab es 14.424 Menschen, 5.136 Haushalte und 3.636 Familien in der Stadt. Die Bevölkerungsdichte beträgt 4.564,9 Einwohner pro km². 66,10 % der Bevölkerung sind Weiße, 0,98 % Afroamerikaner, 0,40 % amerikanische Ureinwohner, 11,89 % Asiaten, 0,03 % pazifische Insulaner, 15,96 % anderer Herkunft und 4,65 % Mischlinge. 36,97 % sind Latinos unterschiedlicher Abstammung.
Von den 5.136 Haushalten haben 33,7 % Kinder unter 18 Jahre. 49,8 % davon sind verheiratete, zusammenlebende Paare, 13,9 % sind alleinerziehende Mütter, 29,2 % sind keine Familien, 22,5 % bestehen aus Singlehaushalten und in 8,7 % lebten Menschen älter als 65. Die Durchschnittshaushaltsgröße beträgt 2,81, die Durchschnittsfamiliengröße 3,27.
21,5 % der Bevölkerung sind unter 18 Jahre alt, 10,6 % zwischen 18 und 24, 36,8 % zwischen 25 und 44, 20,9 % zwischen 45 und 64, 10,3 % älter als 65. Das Medianalter beträgt 34 Jahre. Das Verhältnis Frauen zu Männer beträgt 100:104,0, für Menschen älter als 18 Jahre beträgt das Verhältnis 100:101,2.
Das jährliche mittlere Einkommen der Haushalte beträgt 41.350 USD, für Familien 48.489 USD. Bei Männern beträgt es 33.069 USD, bei Frauen 26.858 USD. Der Pro-Kopf-Einkommen der Stadt beträgt 18.490 USD. 12,4 % der Bevölkerung und 10,1 % der Familien leben unterhalb der Armutsgrenze, davon sind 15,5 % Kinder oder Jugendliche jünger als 18 Jahre und 10,8 % der Menschen sind älter als 65.

## Verkehr
Die Stadt ist an die Autobahn Interstate 280 angeschlossen, welcher die Stadt mit der Interstate 95 (New Jersey Turnpike) verbindet. Seit 1908 verkehren U-Bahnen der Port Authority Trans-Hudson nach New York City.

## Sport
Die Fußballmannschaft New York Red Bulls, welche in der Major League Soccer spielt, ist in Harrison angesiedelt und trägt ihre Heimspiele in der Red Bull Arena aus.

## Söhne und Töchter der Stadt
- Tom Florie (1897–1966), Fußballspieler
- Beverly Kenney (1932–1960), Jazz-Sängerin